# PHOENIX (BURNOUT SYNDROMESの曲)
「PHOENIX」（フェニックス）は、日本のロックバンド、BURNOUT SYNDROMESのメジャー5枚目のシングル。2020年2月12日発売。発売元はEPICレコードジャパン。

## 概要
前作「Good Morning World!」より約6か月ぶりのシングル。
1月24日より単曲の先行配信リリースされ、8月21日から初回生産限定盤（CD+DVD）、期間生産限定盤（CD+DVD+缶バッジ）、通常盤の3形態でのリリースとなった。 初回生産限定盤付属DVDには、MVと、メイキングを収録、期間生産限定盤はアニメ描き下ろしイラストジャケット絵柄+付属DVDにはTVアニメのオープニング映像（ノンクレジット）、描き下ろしイラストオリジナル缶バッジ2個、描き下ろしイラストシールステッカーが収録。

## 収録曲
全曲作詞・作曲：熊谷和海、編曲：いしわたり淳治 & BURNOUT SYNDROMES
1. PHOENIX
テレビアニメ『ハイキュー!! TO THE TOP』オープニングテーマ。
メンバーの石川は、「彼（熊谷）が普段言っていたような言葉がそのまま歌詞になったりしている」とし、それがアニメと重なっている、と述べている[2]。また、作中の言葉をあえて使わないようにした[3]。
2. BREAK DANCER
3. ヒカリアレ-Moonlight Version-
4. PHOENIX（Instrumental）